# Theodor Wiedemann (1833–1897)
Theodor Wiedemann (właśc. Gottfried Friedrich Theodor Wiedemann, ur. 5 października 1833 w Braniewie, zm. 5 lutego 1897 w Berlinie) – niemiecki historyk, współpracownik profesora Leopolda von Rankego.

## Życiorys
Urodził się w Braniewie w Prusach Wschodnich w ewangelickiej rodzinie Ferdinanda Wiedemanna i jego żony Friderike Juliane, z domu Degen. Ojciec był właścicielem ziemskim i browarnikem. Theodor szybko stracił obydwoje rodziców. Matka zmarła w 1841, ojciec w 1847.
Okoliczności śmierci Wiedemann nie podaje, mogła ją spowodować grasująca na Warmii w połowie XIX w. epidemia cholery (kolejne fale cholery przechodziły przez miasto w latach 1848, 1852, 1863 i 1873).
W wieku 9 lat, w 1842, rozpoczął naukę w Collegium Fridericianum w Królewcu. W 1851 ukończył to gimnazjum z maturą. Od tego roku rozpoczął studia na Uniwersytecie Albrechta w Królewcu. Po 3 latach przeniósł się na Uniwersytet Humboldtów w Berlinie, gdzie był uczniem profesora Leopolda von Rankego. W roku 1857 uzyskał stopień doktora nauk filozoficznych na podstawie napisanej po łacinie pod kierunkiem prof. Rankego dysertacji De Tacito, Suetonio, Plutarcho, Cassio Dione, Scriptoribus Imperatorum Galbae Et Othonis.
Po uzyskanym doktoracie Wiedemann powrócił do Prus Wschodnich, gdzie pracował jako nauczyciele prywatny (Privatgelehrter). Ten okres swojego życia będzie później określał jako 12 mrocznych lat (zwölf dunkle Jahre). W 1869 zdecydował się powrócić do Berlina i rozpoczął pracę sekretarza u swojego promotora prof. Leopolda von Rankego.
Po śmierci żony profesora von Rankego w 1871 roku, pozostawał przez ponad 15 lat jego osobą referencyjną w pełnym tego słowa znaczeniu, aż do śmierci profesora. Zarówno sam Ranke, jak też inne osoby poświadczały, że Wiedemann był osobą niezastąpioną. Pozostawał przy mistrzu przez 7 dni w tygodniu, przez całe wieczory, często do późnej nocy. Mistrz honorował go za współpracę naukową egzemplarzem nr 2 każdej nowej wydanej publikacji.
Ale największym wkładem Wiedemanna było doprowadzenie do końca po śmierci mistrza 2 wielkich projektów, które Ranke rozpoczął w dość zaawansowanym wieku. Pierwszym z nich był cykl Sämtliche Werke, którego 48 tomów wydanych zostało za życia Rankego (1867–1886), natomiast tomy 49–54 wydane zostały posthum przy współpracy prof. Alfreda Govego z Theodorem Wiedemannem. Drugi cykl była to seria Weltgeschichte; w niej 6 pierwszych tomów wydanych zostało za życia prof. Rankego (1881–1885); zaś tomy 7–9 wydano w latach 1886–1888.
Theodor Wiedemann zmarł 5 lutego 1897 w Berlinie. Pochowany został 3 dni później na cmentarzu (Friedhof II) przy ewangelickim kościele św. Zofii w Berlinie. Na tym samym, na którym spoczął Leopold von Ranke 11 lat wcześniej. Grób Wiedemanna nie zachował się do czasów współczesnych.
W 2022 została wydana książka biograficzna Theodora Wiedemanna Rankes Sekretär. Theodor Wiedemann und die Bücher-Werkstatt des Altmeisters, autorstwa Heinza Duchhardta.

## Publikacje

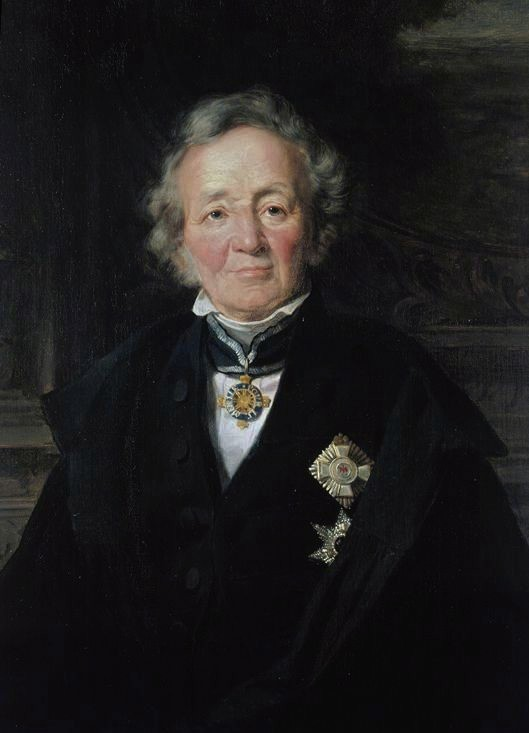
Leopold von Ranke (1875)

Liczba publikacji własnych Theodora Wiedemanna nie była zbyt liczna. Wynikało to z całkowitego poświęcenia się na rzecz mistrza prof. Leopolda von Rankego. Ponadto przy ustalaniu publikacji twórczych Wiedemanna problemów nastręcza mylenie jego osoby i zamienne przypisywanie publikacji w wielu katalogach z Theodorem Wiedemannem (1823–1901), również XIX-wiecznym katolickim niemieckim historykiem działającym w Bawarii). Heinz Duchhardt, autor biografii Theodora Wiedemanna, wśród jego prac wymienia następujące:
- De Tacito, Suetonio, Plutarcho, Cassio Dione, Scriptoribus Imperatorum Galbae Et Othonis, Berlin 1857 (dysertacja)
- Sechzehn Jahre in der Werkstatt Leopold von Ranke’s. Ein Beitrag zur Geschichte seiner letzten Lebensjahre, Deutsche Revue über das gesamte nationale Leben der Gegenwart, Jahrgang (rocznik) 16, t. 3, 4, 1891, Jahrgang 17, t. 1, 3, 4, Jahrgang 18, t. 3, 4
- Über die Zeit der Abfassung der Schrift Rohan’s: De l’interest des Princes et Estats de la Chrestienté, Historiche Zeitschrift 66, 1891
- Zur Histoire de mon temps König Friedrichs II. von Preußen, Historiche Zeitschrift 67, 1891
- Zum Nymphenburger Vertrage vom 22. Mai 1741, Historiche Zeitschrift 72, 1894
- Leopold von Ranke und Bettine von Arnim, Deutsche Revue über das gesamte nationale Leben der Gegenwart, Jahrgang 20, t. 2, 1895
- Mittheilungen zu Ranke's Lebensgeschichte, Beilage zur Allgemeinen Zeitung, Nr. 293 vom 19. Dezember 1895
- Leopold von Ranke und Varnhagen von Ense vor Rankes italienischer Reise, Deutsche Revue über das gesamte nationale Leben der Gegenwart, Jahrgang 21, t. 3, 1896
- Leopold von Ranke über das Trauerspiel von Friedrich von Uechtritz „Alexander und Darius“, w: Euphorion 3 (1896)
- Leopold von Ranke über die Eintheilung der Geschichte, Allgemeine Zeitung, Beilage Nr. 282 vom 4. Dezember 1896
- Leopold von Ranke und Varnhagen von Ense nach der Heimkehr Rankes aus Italien, Deutsche Revue über das gesamte nationale Leben der Gegenwart, Jahrgang 26, t. 3, 1901

### Jako współwydawca
- Leopold von Ranke, Weltgeschichte, tom 8, Alfred Dove und Theodor Wiedemann, Lipsk 1887
- Leopold von Ranke, Sämtliche Werke, tom 51–52, Alfred Dove und Theodor Wiedemann, Lipsk 1888